# Franziskanerkirche (Miltenberg)

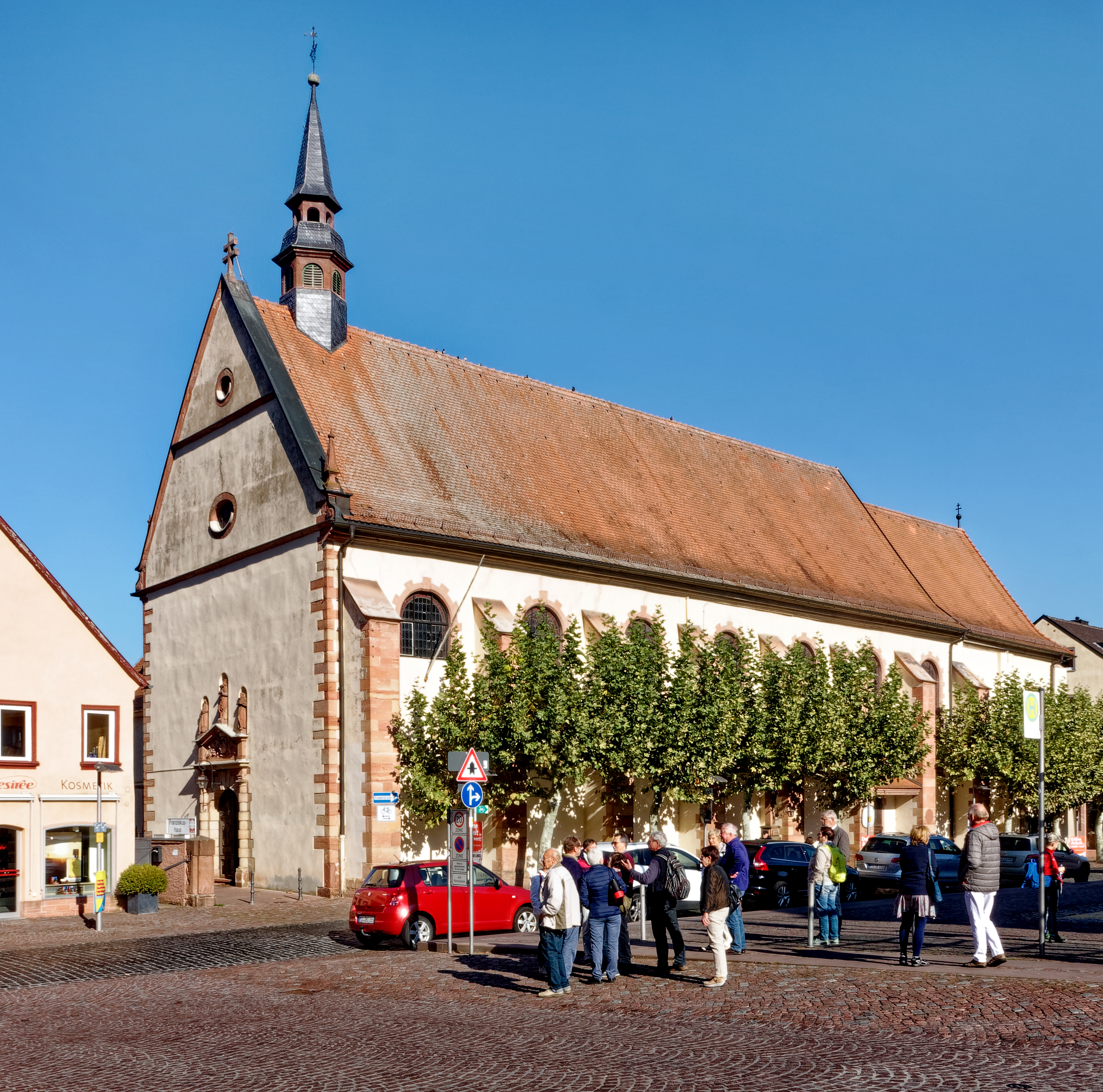
Miltenberg, Franziskanerkirche,
Ansicht vom Engelplatz

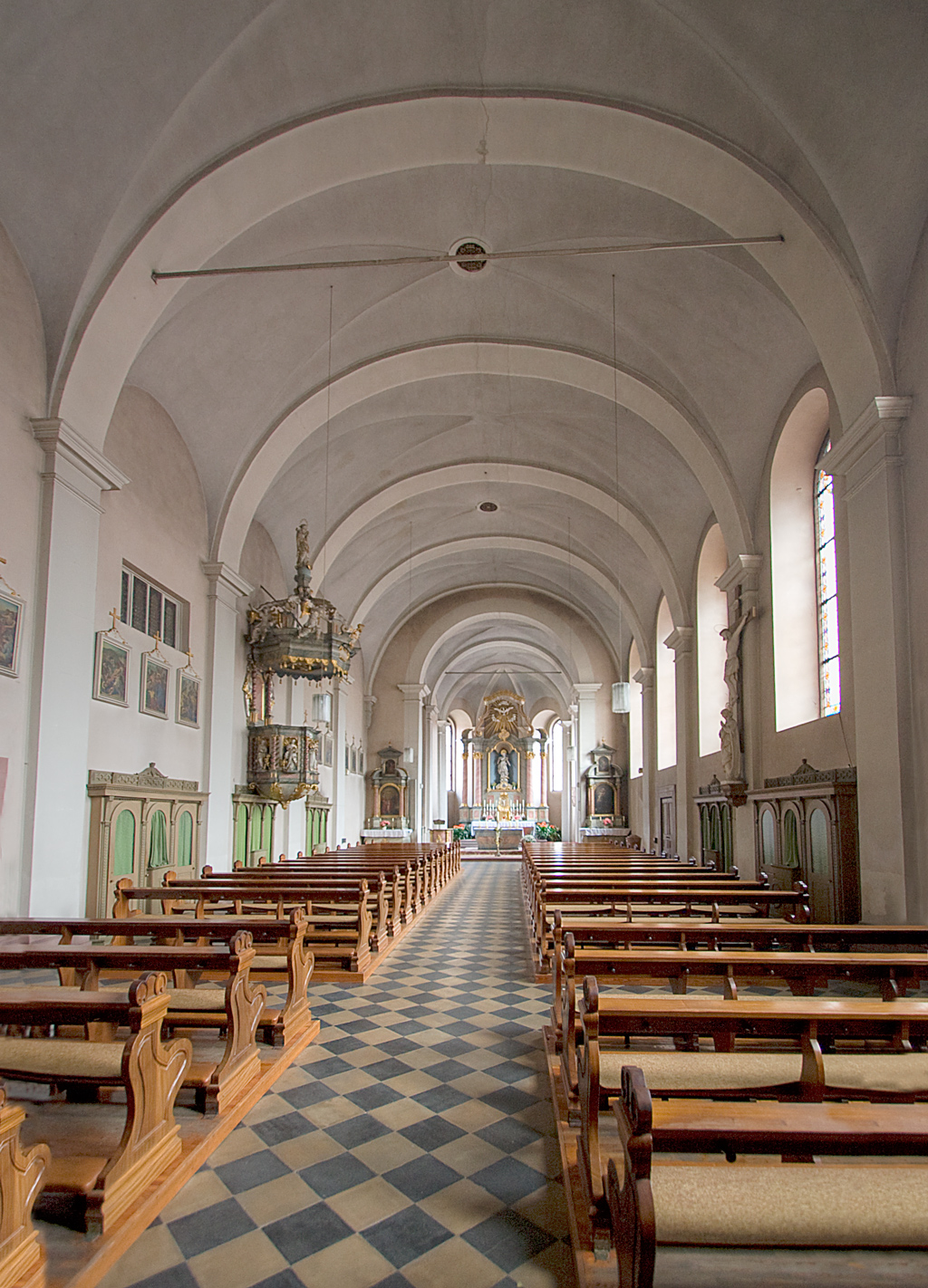
Innenraum (2010)

Die ehemalige Franziskanerkirche Unbefleckte Empfängnis Mariens ist eine römisch-katholische Barockkirche im unterfränkischen Miltenberg.

## Geschichte
Der Miltenberger Franziskanerkonvent wurde 1630 gegründet. Er gehörte zur Thüringischen Franziskanerprovinz, die 1633 nach einer Unterbrechung infolge der Reformation vom Generalkapitel des Franziskanerordens wieder restituiert worden war und ab der Mitte des 17. Jahrhunderts expandierte. Die ersten Jahrzehnte waren überschattet von Krieg und Pest. Nach provisorischen Unterbringungen entstand 1660–1662 das Kloster mit Kapelle in der Äußeren Vorstadt – heute die Stadtmitte –, und 1667 begann der Bau der Klosterkirche. Architekt war der aus Italien stammende spätere fürstbischöflich-würzburgische Hofbaumeister Antonio Petrini. Nach Fertigstellung des Langhauses 1679 folgte 1688 der Chor. Im selben Jahr wurde die Kirche geweiht, damals mit dem Patrozinium Mariä Himmelfahrt. Bis 1705 kam eine reiche Ausstattung in die Kirche, darunter die Orgel von dem konventsangehörigen Orgelbauer P. Adam Öhninger (1681). 1707 wurde die bis dahin flach gedeckte Kirche eingewölbt.
Im 18. Jahrhundert blühte das Kloster. 1730 richteten die Brüder einen Klostergarten ein, 1735 wurden die Konventsgebäude erweitert. Im Kloster wurde Philosophie und Theologie gelehrt. Franziskaner unterrichteten am Miltenberger Gymnasium.
1803 wurde Kurmainz wie alle geistlichen Fürstentümer aufgelöst und das Franziskanerkloster säkularisiert. Die Ordensleute behielten Wohnrecht bis zum Tod. Nach der Franzosenzeit kam Miltenberg zum Königreich Bayern. Das leerstehende Kloster wurde den Franziskanern zurückgegeben; es kam zunächst zur Fränkischen, ab 1836 zur Bayerischen Franziskanerprovinz und wurde ab 1836 neu besiedelt. 1843 wechselte der Konvent zum Patrozinium Unbefleckte Empfängnis Mariens nach der von den Franziskanertheologen seit Jahrhunderten vertretenen, 1854 zum Dogma erhobenen Lehre von der Erbsündenfreiheit Marias.
In den folgenden drei Jahrzehnten war das Bierbrauen ein wirtschaftliches Standbein. 1888–1893 wurde die Barockgestalt der Kirche durch eine Ausstattung im Zeitgeschmack ersetzt.
Von 1922 bis 1931 gehörte Petrus Mangold dem Miltenberger Konvent an und wirkte als Religionslehrer und Volksmissionar; er starb 1941 im KZ Dachau. Die Brüder betrieben eine kostenlose Essensausgabe für Mittellose – im Jahr 1932 20.591 Mahlzeiten.
Bei einer Renovierung der Kirche 1938 wurde die figürliche Bemalung überstrichen.
Der Zweite Weltkrieg brachte keine nennenswerten Schäden. 1960 bestand der Konvent aus vier Priestern und vier Laienbrüdern.
In den Jahren 1960 bis 1964 wurde das Innere erneut umgestaltet und dabei teilweise rebarockisiert. Der Immaculata-Hochaltar wurde in barocken Formen neu geschaffen, die beiden Seitenaltäre kamen aus der Laudenbacher Kirche. Eine Innenrenovierung erfolgte 1977.
1983 wurde der Franziskanerkonvent aufgelöst. Die Konventsgebäude wurden von der Caritas bezogen. Seit 2012 gibt es Pläne, die Kirche als Kolumbarium zu nutzen.

## Bauwerk
Die Franziskanerkirche ist nach dem Vorbild der gotischen Bettelordenskirchen gebaut. Sie ist eine schlichte, siebenjochige Saalkirche mit zweijochigem, eingezogenem Chor und einem Dachreiter anstelle eines Kirchturms. Das Tonnengewölbe ist mit Gurtbögen unterteilt.
Von der originalen Ausstattung sind die figurenreiche Kanzel und der Prospekt der Öhninger-Orgel erhalten. Dort nahm die Firma Vleugels einen Umbau, quasi als Neubau vor.